# Zhujiacun (köpinghuvudort i Kina, Yunnan Sheng, lat 26,32, long 104,40)
Zhujiacun är en köpinghuvudort i Kina. Den ligger i provinsen Yunnan, i den sydvästra delen av landet, omkring 220 kilometer nordost om provinshuvudstaden Kunming. Antalet invånare är 48 124. Befolkningen består av 22 433 kvinnor och 25 691 män. Barn under 15 år utgör 24,0 %, vuxna 15-64 år 67 %, och äldre över 65 år 7,0 %.
Runt Zhujiacun är det ganska tätbefolkat, med 222 invånare per kvadratkilometer. Det finns inga andra samhällen i närheten. I omgivningarna runt Zhujiacun växer i huvudsak blandskog.
Genomsnittlig årsnederbörd är 1 240 millimeter. Den regnigaste månaden är juni, med i genomsnitt 258 mm nederbörd, och den torraste är december, med 12 mm nederbörd.